# Dialakoraba
Dialakoraba es una comuna del círculo de Kati, región de Kulikoró, Malí. Su población era de 22.907 habitantes en 2009.